# Relacions entre la República Popular de la Xina i Guinea Equatorial
Les relacions entre la Xina i Guinea Equatorial (xinès 中國－赤道畿內亞關係) es refereixen a les relacions exteriors entre la República Popular de la Xina i Guinea Equatorial. La República Popular de la Xina i Guinea Equatorial van establir relacions diplomàtiques el 15 d'octubre de 1970.
En la dècada de 1970, la República Popular de la Xina i Guinea Equatorial van signar acords de cooperació econòmica i tecnològica i comerç. La República Popular de la Xina va proporcionar Guinea Equatorial material per la construcció dels edificis de telecomunicacions i l'estació de radiodifusió a Malabo i Bata, un paviment de la carretera Nkue - Mongomo, que encara està en bones condicions, la central hidroelèctrica de Bicomo a Bata que va fracassar a causa de problemes tècnics, i la renovació de la carretera de Niefang i l'autopista Niefang -Nkue.
També van proporcionar programes d'escolarització a canvi de fusta.

## Finançament xinès al desenvolupament de Guinea Equatorial
De 2000 a 2011, hi ha aproximadament 19 projectes oficials xinesos de finançament del desenvolupament identificats a Guinea Equatorial a través dels informes de diversos mitjans de comunicació. Aquests projectes van des de 75 milions de dòlars estatunidencs per alleugerir el deute el 2006, al projecte de construcció de la planta hidroelèctrica de transmissió de línia Djibloho (Jibu Lao).